# Jaroslav Škoda
Jaroslav Škoda (23. května 1975 Mělník) je český fotbalový záložník, který momentálně působí v klubu FK SIAD Most.
Téměř celou svou dosavadní kariéru prožil v Neratovicích. Pouze na vojnu odešel do VTJ Žamberk a poté jednu sezonu hostoval v FSC Libuš. Do Mostu přišel v létě 2002 a pomohl týmu probojovat se do 1. ligy.